# Miloš Obradović
Miloš Obradović (in serbo Mилoш Oбpaдoвић?; Ub, 30 marzo 1987) è un allenatore di calcio ed ex calciatore serbo, di ruolo difensore, tecnico dello Jedinstvo Ub.